# Опеченский район
Опеченский район — административно-территориальная единица Ленинградской области РСФСР в 1927—1931, 1939—1944 годах и 1944—1960 годах — Новгородской области. Географически был расположен в южной части Мстинской впадины разделяющей Валдайскую возвышенность на Валдайскую гряду на юге и Тихвинскую гряду на севере.
Опеченский район был образован 1 августа 1927 года в составе новообразованного Боровичского округа Ленинградской области. Райцентром было определено село Опеченский Посад, в состав района вошли 20 сельсоветов из упразднённой Новгородской губернии:
- из прежнего Боровичского уезда из упразднённой Опеченской волости: Ануфриевский, Бутенинско-Задорский, Вишемский, Глебловский, Жихновский, Новинский, Опеченско-Посадский, Опеченско-Рядокский, Ровенский и Сазонковский сельсоветы; из прежней Перелучской волости: Барышевский, Борский, Бубаринский, Заболотьевский (Заболотский), Заозерицкий, Каменецкий (Каменский), Кармановский, Перелучский и Юрьевецкий (Юрьевский) сельсоветы;
- из прежнего Валдайского уезда — Наумовский сельсовет[2];

Также в состав района вошли населённые пункты — деревня Шадомец Молоденского (Молоденовского) сельсовета (из прежней Рядокской волости Боровичского уезда) и деревня Кутошиха Ильмовицкого сельсовета (из прежней Кемецкой волости Валдайского уезда).
В ноябре 1928 года в районе в результате укрупнения были объединены прежний Заболотьевский сельсовет и часть прежнего Юрьевецкого сельсовета в новообразованный Семерицкий сельсовет, части упразднённого Юрьевецкого сельсовета также были присоединены и Бубаринскому, Жихновскому и Перелучскому сельсоветам, упразднённый Заозерский сельсовет был присоединён к Борскому сельсовету, упразднённый Бутенинско-Задорский сельсовет был присоединён к Ануфриевскому сельсовету, прежний Кармановский сельсовет присоединён к Каменецкому и Барышевскому сельсоветам, а упразднённый Сазонковский сельсовет присоединён к Ровенскому и Опеченско-Посадскому сельсоветам. В соответствие постановлению Президиума ВЦИК от 10 декабря 1928 года из Бологовского района в состав Опеченского района перешли деревни Наумовка, Замостье, Большие Семерицы, Басутино, Глиненец, посёлок Лотово, выселок Пропасть, а также хутора Новое Поле и Крутые Нивы. Также в декабре 1928 года из Боровичского района в Опеченский район были переданы деревни Барсаниха, Бор, Дымово и Остров. В 1930 году в Ровенском сельсовете была образована сельскохозяйственная артель (колхоз) «Путь Ильича».
30 июля 1930 года Боровичский округ был упразднён и район стал подчинён непосредственно Леноблисполкому. В 1931 году а районе были переименованы два сельсовета: Опеченско-Посадский сельсовет в Опеченский, а Опеченско-Рядокский в Рядокский. В соответствии с постановлением Президиума ВЦИК от 20 сентября 1931 года Опеченский район был упразднён, а его 14 сельсоветов (Ануфриевский, Барышевский, Борский, Бубаринский, Вишемский, Гребловский, Жихновский, Каменецкий, Новинский, Опеченский, Рядокский, Перелучский, Ровенский и Семерицкий) вошли в состав Боровичского района. К концу 1930-х годов в районе был создан совхоз «Индустрия» Ленинградского свиноводческого треста Главного управления свиноводческих совхозов Наркомата мясной и молочной промышленности СССР.
В результате разукрупнения Боровичского района и Мошенского района проведённого в соответствие Указу Президиума Верховного Совета РСФСР от 3 августа 1939 года Опеченский район с райцентром в селе Опеченский Посад был образован вновь. Из Боровичского района в Опеченский район перешли 18 сельсоветов: Ануфриевский, Бубаринский, Бурегский, Вишемский, Ёгольский, Жихновский, Каменецкий, Князевский, Межуречский, Новинский, Опеченский, Опеченско-Рядокский, Перелучский, Реченский, Ровенский, Семерицкий, Сутоко-Рядокский и Черноземский, а также две деревни Шиботовского сельсовета: Большое Солоно и Малое Солоно. Из Мошенского района в Опеченский район перешли Барышевский сельсовет и Борский сельсовет.
В соответствии с Указом Президиума Верховного Совета РСФСР от 17 марта 1941 года из Опеченского района в Бологовский район Калининской области был перечислен населённый пункт Лотово. Указом Президиума Верховного Совета СССР от 5 июля 1944 года была образована Новгородская область и Опеченский район вошёл в её состав.
В соответствие решению Новгородского облисполкома № 1169 от 27 сентября 1950 года в Бубаринский сельсовет из Жихновского сельсовета был перечислен населённый пункт Волосово; в Бурегский сельсовет из Реченского был перечислен населённый пункт Княжа; в Каменецкий сельсовет из Перелучского — населённый пункт Осиновик; в Опеченский сельсовет: из Жихновского — населённые пункты Фомино и Щетиново, а из Межуречского сельсовета — населённый пункт Жары; в Сутоко-Рядокский сельсовет из Князевского — деревня Сычёво. Указом Президиума ВС РСФСР деревня Сухосдово Реченского сельсовета была переименована в деревню Коммунарка. По решению Новгородского облисполкома № 359 от 8 июня 1954 года из упразднённых Каменецкого и Перелучского сельсоветов был вновь образован Болоненский сельсовет с центром в деревне Болонье, а также из прежних Бурегского и Реченского сельсоветов был вновь образован Горский сельсовет с центром в деревне Горка, был упразднён Борский сельсовет путём присоединения к Барышевскому сельсовету; был упразднён Вишемский сельсовет путём присоединения к Ануфриевскому сельсовету; был упразднён Жихновский сельсовет путём присоединения к Опеченскому сельсовету; был упразднён Князевский сельсовет путём присоединения к Черноземскому сельсовету; был упразднён Новинский сельсовет путём присоединения к Бубаринскому сельсовету и был упразднён Ровенский сельсовет путём присоединения к Ёгольскому сельсовету.
В соответствии с решением Новгородского облисполкома № 517 от 2 августа 1955 года отделение совхоза «Индустрия» было передано из Межуреченского сельсовета в Ёгольский сельсовет. Решением Новгородского облисполкома № 857 от 30 декабря 1956 года в районе вновь был образован Борский сельсовет с центром в деревне Бор в состав которого также вошли населённые пункты — Заозерицы, Лаптево, Мироново, Остров, Платаново, Слуды, Фомкино и Харабзино из Барышевского сельсовета. В соответствии с решением Новгородского облисполкома № 612 от 11 августа 1959 года из Болоненского сельсовета Опеченского района в Тимонинский сельсовет Мошенского района были переданы населѐнные пункты Лепилово и Царёво. Решением
облисполкома № 914 от 1 декабря 1959 года было присвоено наименование Новый посёлку возникшему при ферме № 2 отделения совхоза «Решающий».
По Всесоюзной переписи населения СССР 1959 года в Опеченском районе проживали 15 753 человека (мужчин — 6601, женщин — 9152), а в райцентре — в селе Опеченский Посад — 1362 человека
Решением Новгородского облисполкома № 254 от 24 марта 1960 года из Опеченского района в Боровичский район был передан Сутоко-Рядокский сельсовет, а решением Новгородского облисполкома от 9 апреля 1960 года № 296 был упразднён Ануфриевский сельсовет. Населённые пункты прежнего сельсовета — Ануфриево, Барзаниха, Вишма, Дымово, Еляково, Железково, Задорье, Золотово, Кузово, Никиришино, Остров, Ровное и Шадомец вошли в состав Черноземского сельсовета.
Указом Президиума Верховного Совета РСФСР от 17 ноября 1960 года Опеченский район был упразднён его сельсоветы, по решению Новгородского облисполкома № 1062 от 18 ноября 1960 года, — Болоненский, Бубаринский, Горский, Ёгольский, Межуречский, Опеченский, Опеченско-Рядокский, Семерицкий и Черноземский вошли в состав Боровичского района, а Барышевский и Борковский сельсоветы в состав Мошенского района.